# Bahnstrecke Palmer–Winchendon
| Streckenlänge: | 79,5 km                        |                                            |                                            |
| Spurweite: | 1435 mm (Normalspur)           |                                            |                                            |
| Zweigleisigkeit: | –                              |                                            |                                            |
| |                                |                                            |                                            |
| Gesellschaft: | Massachusetts Central Railroad |                                            |                                            |
| \| \| \| von New London \| \| \| \| 0,0 \| Palmer MA Union Station \| Palmer MA Union Station \| \| \| \| Strecke Worcester–Albany \| \| \| \| \| Verbindungskurve von Worcester \| \| \| \| \| Straßenbahn Springfield (Wilbraham Street) \| \| \| \| \| Interstate 90 \| \| \| \| \| nach Brattleboro \| \| \| \| \| Straßenbahn Springfield (Main Street) \| \| \| \| 5,5 \| Thorndikes MA \| Thorndikes MA \| \| \| ? \| Whipple's \| Whipple's \| \| \| ? \| Forest Lake Garden \| Forest Lake Garden \| \| \| \| Verbindung nach North Cambridge \| \| \| \| ? \| Gibbs (Abstellanlage) \| Gibbs (Abstellanlage) \| \| \| \| Verbindung von Northampton \| \| \| \| \| Straßenbahn Springfield (Palmer Road) \| \| \| \| \| von Northampton \| \| \| \| \| Straßenbahn Springfield (East Street) \| \| \| \| 18,8 \| Ware MA \| Ware MA \| \| \| \| nach North Cambridge \| \| \| \| \| Straßenbahn der W&B (Main Street) \| \| \| \| 25,3 \| Gilbertville MA \| Gilbertville MA \| \| \| \| Ware River \| \| \| \| \| Strecke North Cambridge–Northampton \| \| \| \| 29,6 \| Creamery \| Creamery \| \| \| \| Verbindung nach North Cambridge \| \| \| \| 33,3 \| Old Furnace \| Old Furnace \| \| \| \| Ware River \| \| \| \| 38,3 \| Barre Plains MA \| Barre Plains MA \| \| \| \| Anschluss Industriegebiet \| \| \| \| 39,9 \| South Barre MA \| South Barre MA \| \| \| \| von Northampton \| \| \| \| 41,0 \| Barre MA \| Barre MA \| \| \| \| nach North Cambridge \| \| \| \| \| Ware River \| \| \| \| 43,6 \| Coldbrook MA \| Coldbrook MA \| \| \| 48,4 \| Harwoods \| Harwoods \| \| \| 53,4 \| Williamsville MA \| Williamsville MA \| \| \| \| Ware River \| \| \| \| 59,7 \| Phillipston MA \| Phillipston MA \| \| \| \| Straßenbahn der NMS (Patriots Road) \| \| \| \| 62,9 \| Templeton MA \| Templeton MA \| \| \| \| Otter River \| \| \| \| \| Straßenbahn der NMS (State Road) \| \| \| \| \| Strecke Fitchburg–Greenfield \| \| \| \| 68,9 \| Baldwinville MA \| Baldwinville MA \| \| \| ca. 78 \| Waterville MA \| Waterville MA \| \| \| \| von Barber und South Ashburnham \| \| \| \| \| Millers River \| \| \| \| 79,5 \| Winchendon MA \| Winchendon MA \| \| \| \| nach Bellows Falls und Peterborough \| \| |                                |                                            |                                            |
| Strecke |                                | von New London                             | von New London                             |
| ehemaliger Bahnhof | 0,0                            | Palmer MA Union Station                    | Palmer MA Union Station                    |
| Abzweig quer und nach halblinks · Kreuzung · Strecke quer |                                | Strecke Worcester–Albany                   | Strecke Worcester–Albany                   |
| Abzweig geradeaus und von halbrechts |                                | Verbindungskurve von Worcester             | Verbindungskurve von Worcester             |
| Kreuzung geradeaus oben (Querstrecke außer Betrieb) |                                | Straßenbahn Springfield (Wilbraham Street) | Straßenbahn Springfield (Wilbraham Street) |
| Strecke mit Straßenbrücke |                                | Interstate 90                              | Interstate 90                              |
| Abzweig geradeaus und nach links |                                | nach Brattleboro                           | nach Brattleboro                           |
| Kreuzung (Querstrecke außer Betrieb) |                                | Straßenbahn Springfield (Main Street)      | Straßenbahn Springfield (Main Street)      |
| Dienststation / Betriebs- oder Güterbahnhof | 5,5                            | Thorndikes MA                              | Thorndikes MA                              |
| ehemaliger Haltepunkt / Haltestelle | ?                              | Whipple's                                  | Whipple's                                  |
| ehemaliger Haltepunkt / Haltestelle | ?                              | Forest Lake Garden                         | Forest Lake Garden                         |
| Abzweig geradeaus und nach links |                                | Verbindung nach North Cambridge            | Verbindung nach North Cambridge            |
| Dienststation / Betriebs- oder Güterbahnhof | ?                              | Gibbs (Abstellanlage)                      | Gibbs (Abstellanlage)                      |
| Abzweig geradeaus und von links |                                | Verbindung von Northampton                 | Verbindung von Northampton                 |
| Kreuzung geradeaus oben (Querstrecke außer Betrieb) |                                | Straßenbahn Springfield (Palmer Road)      | Straßenbahn Springfield (Palmer Road)      |
| Abzweig geradeaus und von links |                                | von Northampton                            | von Northampton                            |
| Kreuzung geradeaus oben (Querstrecke außer Betrieb) |                                | Straßenbahn Springfield (East Street)      | Straßenbahn Springfield (East Street)      |
| Dienststation / Betriebs- oder Güterbahnhof | 18,8                           | Ware MA                                    | Ware MA                                    |
| Abzweig geradeaus und ehemals nach links |                                | nach North Cambridge                       | nach North Cambridge                       |
| Kreuzung (Querstrecke außer Betrieb) |                                | Straßenbahn der W&B (Main Street)          | Straßenbahn der W&B (Main Street)          |
| Dienststation / Betriebs- oder Güterbahnhof | 25,3                           | Gilbertville MA                            | Gilbertville MA                            |
| Brücke über Wasserlauf |                                | Ware River                                 | Ware River                                 |
| Kreuzung (Querstrecke außer Betrieb) |                                | Strecke North Cambridge–Northampton        | Strecke North Cambridge–Northampton        |
| Dienststation / Betriebs- oder Güterbahnhof | 29,6                           | Creamery                                   | Creamery                                   |
| Abzweig geradeaus und ehemals nach rechts |                                | Verbindung nach North Cambridge            | Verbindung nach North Cambridge            |
| Dienststation / Betriebs- oder Güterbahnhof | 33,3                           | Old Furnace                                | Old Furnace                                |
| Brücke über Wasserlauf |                                | Ware River                                 | Ware River                                 |
| Dienststation / Betriebs- oder Güterbahnhof | 38,3                           | Barre Plains MA                            | Barre Plains MA                            |
| Abzweig geradeaus und von links |                                | Anschluss Industriegebiet                  | Anschluss Industriegebiet                  |
| Betriebs-/Güterbahnhof Strecke ab hier außer Betrieb | 39,9                           | South Barre MA                             | South Barre MA                             |
| Abzweig geradeaus und von rechts (Strecke außer Betrieb) |                                | von Northampton                            | von Northampton                            |
| Bahnhof (Strecke außer Betrieb) | 41,0                           | Barre MA                                   | Barre MA                                   |
| Abzweig geradeaus und nach rechts (Strecke außer Betrieb) |                                | nach North Cambridge                       | nach North Cambridge                       |
| Brücke über Wasserlauf (Strecke außer Betrieb) |                                | Ware River                                 | Ware River                                 |
| Haltepunkt / Haltestelle (Strecke außer Betrieb) | 43,6                           | Coldbrook MA                               | Coldbrook MA                               |
| Haltepunkt / Haltestelle (Strecke außer Betrieb) | 48,4                           | Harwoods                                   | Harwoods                                   |
| Bahnhof (Strecke außer Betrieb) | 53,4                           | Williamsville MA                           | Williamsville MA                           |
| Brücke über Wasserlauf (Strecke außer Betrieb) |                                | Ware River                                 | Ware River                                 |
| Haltepunkt / Haltestelle (Strecke außer Betrieb) | 59,7                           | Phillipston MA                             | Phillipston MA                             |
| Kreuzung (Strecken außer Betrieb) |                                | Straßenbahn der NMS (Patriots Road)        | Straßenbahn der NMS (Patriots Road)        |
| Bahnhof (Strecke außer Betrieb) | 62,9                           | Templeton MA                               | Templeton MA                               |
| Brücke über Wasserlauf (Strecke außer Betrieb) |                                | Otter River                                | Otter River                                |
| Kreuzung (Strecken außer Betrieb) |                                | Straßenbahn der NMS (State Road)           | Straßenbahn der NMS (State Road)           |
| Kreuzung (Strecke geradeaus außer Betrieb) |                                | Strecke Fitchburg–Greenfield               | Strecke Fitchburg–Greenfield               |
| Bahnhof (Strecke außer Betrieb) | 68,9                           | Baldwinville MA                            | Baldwinville MA                            |
| Bahnhof (Strecke außer Betrieb) | ca. 78                         | Waterville MA                              | Waterville MA                              |
| Abzweig geradeaus und von rechts (Strecke außer Betrieb) |                                | von Barber und South Ashburnham            | von Barber und South Ashburnham            |
| Brücke über Wasserlauf (Strecke außer Betrieb) |                                | Millers River                              | Millers River                              |
| Bahnhof (Strecke außer Betrieb) | 79,5                           | Winchendon MA                              | Winchendon MA                              |
| Abzweig geradeaus und nach rechts (Strecke außer Betrieb) |                                | nach Bellows Falls und Peterborough        | nach Bellows Falls und Peterborough        |

Die Bahnstrecke Palmer–Winchendon ist eine Eisenbahnstrecke in Massachusetts (Vereinigte Staaten). Sie ist rund 80 Kilometer lang und verbindet unter anderem die Städte Palmer, Ware, Hardwick, Barre, Templeton und Winchendon. Die normalspurige Strecke gehört dem Bundesstaat Massachusetts und ist teilweise stillgelegt. Auf dem noch vorhandenen Streckenteil Palmer–South Barre betreibt die Massachusetts Central Railroad den Güterverkehr. 

## Geschichte
Bereits am 26. April 1847 erhielt die Barre and Worcester Railroad Company eine Konzession zum Bau einer Bahnstrecke von Palmer über Barre und Holden nach Worcester. Die Gesellschaft wurde am 19. Mai des Jahres aufgestellt und schon bald wurden weitere Strecken geplant. Am 24. März 1849 benannte man die Gesellschaft in Boston, Barre and Gardner Railroad um; sie wurde unter diesem Namen am 6. September neu aufgestellt. 1850 planten andere Unternehmer eine Strecke von Palmer entlang des Ware River nach Winchendon. Sie gründeten am 24. Mai 1851 die Ware River Railroad Company und erhielten für diese Strecke eine Konzession. Da jedoch beide Gesellschaften nicht genügend Geld aufbringen konnten, um den Bahnbau zu finanzieren, ruhte das Projekt für fast 20 Jahre. Die Boston, Barre and Gardner Railroad gab später den Plan auf, im Tal des Ware River eine Bahnstrecke zu bauen und baute stattdessen die Bahnstrecke Barber–Winchendon.
1868 stellte man die Ware River Railroad Company erneut auf, die im gleichen Jahr mit dem Bahnbau von Palmer nach Winchendon begann. Im Juli 1870 eröffnete sie den ersten Abschnitt von Palmer bis Gilbertville. Den Betrieb führte zunächst die New London Northern Railroad, die eine Hauptstrecke durch Palmer betrieb und eine Gleisverbindung zur Bahnstrecke in Richtung Winchendon hatte. Im Dezember 1871 war die Strecke bis Baldwinville fertiggestellt. Danach musste die Bahngesellschaft den Bau aus Geldmangel unterbrechen und meldete am 1. April 1873 Konkurs an. Am 12. Juni 1873 wurde sie versteigert und die Boston and Albany Railroad übernahm die Bahn. Dieser Gesellschaft gehörte die andere durch Palmer führende Hauptstrecke. Die Ware River Railroad Company wurde nun zum dritten Mal neu aufgestellt. Die Boston&Albany führte den Betrieb auf dem vorhandenen Abschnitt und eröffnete im November 1873 die Reststrecke bis Winchendon.
Die Boston&Albany wurde ihrerseits später von der New York Central Railroad übernommen, die im April 1961 die Ware River Railroad absorbierte. Ab den 1930er Jahren hatte die Boston and Maine Railroad ein Mitbenutzungsrecht für die Strecke zwischen Gibbs und Barre, nachdem sie ihre eigene Strecke, die parallel und oftmals in Sichtweite verlief, stillgelegt hatte. Der Personenverkehr endete 1948 auf der Gesamtstrecke. Ab 1968 hieß der Betreiber Penn Central, der direkt nach der Übernahme die Stilllegung des Abschnitts von South Barre bis Waterville beantragte und noch im gleichen Jahr vollzog. Den kurzen Abschnitt von Waterville bis Winchendon verkaufte sie an die Boston&Maine, die ihn 1983 an die Guilford Transportation übergab. Er wurde 1984 stillgelegt. 
Im November 1975 endete der reguläre Güterverkehr zwischen Gilbertville und South Barre und 1976 sollte die Strecke zwischen Ware und South Barre stillgelegt werden. Durch die Übernahme der Penn Central durch Conrail wurde dieser Plan nicht verwirklicht und der neue Eigentümer betrieb die Strecke weiter. Conrail verkaufte die Strecke 1979 an den Bundesstaat Massachusetts, der sie an die neugegründete Massachusetts Central Railroad (MCER) verpachtete. Die MCER betreibt seit dem 11. Dezember 1979 den Güterverkehr zwischen Palmer und South Barre.

## Streckenbeschreibung
Die Bahnstrecke beginnt an der früheren Palmer Union Station, wo sich die Hauptstrecken Worcester–Albany und New London–Brattleboro kreuzen. Sie führt zunächst direkt neben der Strecke nach Brattleboro nordwärts, die nahe der Unterführung unter der Interstate 90 abbiegt. Die Strecke nach Winchendon verläuft ein kurzes Stück weiter nordwärts und vollführt im Stadtteil Thorndike eine enge Kurve in das Tal des Ware River. Sie führt nun auf über 50 Kilometern Länge am Fluss entlang und überquert ihn dabei mehrfach.
Am Knotenpunkt Gibbs trifft die Bahnstrecke erstmals auf die Bahnstrecke North Cambridge–Northampton, die von hier bis Barre parallel verläuft. In Gibbs befindet sich eine Abstellanlage, die auf der Trasse der stillgelegten Parallelstrecke gebaut wurde. Die Strecke nach Winchendon verläuft nun weiter östlich des Flusses und trifft erst am Bahnhof Ware wieder auf die parallele Strecke. Erneut trennen sich die beiden Strecken, die jedoch kurz nach Ware beide den Fluss überqueren und sich dann niveaugleich kreuzen. Am Knotenpunkt Creamery befand sich ein Verbindungsgleis zwischen den Strecken, die ab hier bis South Barre wieder in etwas größerer Entfernung zueinander verlaufen. In South Barre enden heute die Gleise, hier befindet sich ein Anschlussgleis zu einem Industriegebiet.
Kurz nach South Barre treffen die Parallelstrecken letztmals aufeinander, der Bahnhof Barre wurde gemeinsam genutzt. Die Strecke nach Winchendon biegt dann nach Norden ab und verläuft weiter entlang des Ware River, während die Strecke nach North Cambridge ostwärts weiterverläuft. Durch die dünn besiedelten Ortschaften Williamsville und Phillipston führt die Bahnstrecke nun nach Templeton. Im Stadtteil Baldwinville überquert die Bahntrasse zunächst den Otter River und dann niveaugleich die Bahnstrecke Fitchburg–Greenfield. Elf Kilometer weiter ist Winchendon erreicht, wo sich einst Bahnstrecken aus fünf Richtungen trafen, die jedoch alle stillgelegt sind. Drei der Strecken, die von Süden her an die Stadt heranführten, darunter die Strecke aus Palmer, überqueren kurz vor dem Endbahnhof gemeinsam den Millers River.

## Personenverkehr
1881 verkehrten auf der Bahnstrecke werktags vier Zugpaare ab Palmer, davon zwei bis Winchendon, eines bis Barre sowie eines bis Gilbertville. Ende der 1890er Jahre wurden zwei sonntägliche Zugpaare von Palmer nach Barre eingeführt. Nachdem eine Überlandstraßenbahn zwischen Palmer und Gilbertville eröffnet worden war, wurde bis 1906 eines der Sonntagszugpaare sowie der werktägliche Zug nach Gilbertville gestrichen. Spätestens 1909 wurde der Sonntagszug nach Winchendon verlängert. Das werktägliche Zugpaar Palmer–Barre fuhr in den folgenden Jahren letztmals und mit dem Ende des Ersten Weltkriegs stellte die Bahngesellschaft den Sonntagsverkehr wieder ein.
Nach der Weltwirtschaftskrise ging der Verkehr noch weiter zurück und 1933 wurde eines der beiden Zugpaare nach Winchendon eingestellt. Das andere fuhr schon seit den 1920er Jahren als gemischter Zug und dieser Zug war bis zur Einstellung des Personenverkehrs 1948 der einzige verbleibende Zug mit Fahrgastbeförderung.